# English Village (Spracherwerbsprojekt)

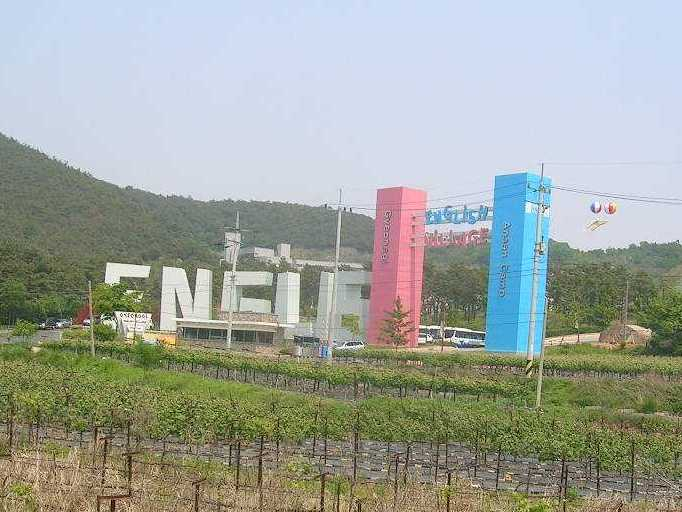
Eingang

Die Gyeonggi English Villages (englisch für: Englische Dörfer Gyeonggi) sind eine Einrichtung in der südkoreanischen Provinz Gyeonggi, die ein englischsprachiges Umfeld zum Erwerb der englischen Sprache bereitstellt. Die Schülerinnen und Schüler gebrauchen die englische Sprache im direkten lebensnahen Bezug, etwa im Personennahverkehr oder beim Einkaufen.
Im Dorf leben auch die 150 Lehrer, zum größten Teil englische Muttersprachler oder Koreaner, die Englisch fließend beherrschen. Die Lehrkräfte treten als Polizisten, Bankangestellte oder Kellnerinnen auf, sogar als Straßenhippies. Die 700 Schüler leben hier bis zu vier Wochen und kommen meist im Klassenverband, um von morgens bis abends Englisch zu sprechen.
Es wurde im April 2003 eröffnet und hat die Rechtsform einer Stiftung des öffentlichen Rechts. Die Baukosten betrugen 70 Millionen Euro. Weitere englische Dörfer sind in Paju und in Yangpyeong geplant. Danach soll das Konzept als Franchise-Unternehmen vermarktet werden.

## Hintergrund
Koreanische Familien schicken ihre Kinder gern zum Englischlernen ins Ausland. Bevorzugt werden dabei die USA. Die Kosten von bis zu 50.000 Euro pro Schuljahr können aber nur reiche Familien aufbringen. Im English Village kostet eine Woche Vollpension nur 70 Euro. Dieser günstige Preis wird durch staatliche Subventionen ermöglicht.
Der Gouverneur der Region Kyong-Ki, Sohn Hak Kyu sagt dazu:
Mit diesem englischen Dorf wollen wir auch normalen Menschen die Chance geben, Englisch sehr lebensnah zu erfahren und zu lernen.
Der Schulleiter Jeffrey Jones sagt dazu:
Wenn ich gut Englisch spreche, dann kann ich einen besseren Job bekommen, ich kann mehr Geld verdienen, ich habe bessere Chancen. Und Koreaner setzen alles daran, solche Möglichkeiten zu ergreifen.